# Campeonato Europeo de Ciclismo en Grava
El Campeonato Europeo de Ciclismo en Grava es una competición de ciclismo en grava a nivel europeo realizada con bicicletas todo terreno. Es organizado anualmente desde 2023 por la Unión Europea de Ciclismo (UEC).

## Ediciones
| Núm. | Año  | Sede         | País      |
| ---- | ---- | ------------ | --------- |
| I    | 2023 | Oud-Heverlee | Bélgica   |
| II   | 2024 | Asiago       | Italia    |
| III  | 2025 | Avezzano     | Italia    |
| IV   | 2026 | Houffalize   | Bélgica   |
| V    | 2027 | Lahti        | Finlandia |
| VI   | 2028 | Silkeborg    | Dinamarca |

## Palmarés

### Masculino
| Núm. | Año  | Sede                      | Oro                             | Plata                  | Bronce                    |
| ---- | ---- | ------------------------- | ------------------------------- | ---------------------- | ------------------------- |
| I    | 2023 | Oud-Heverlee · ( Bélgica) | Jasper Stuyven · Bélgica        | Tim Merlier · Bélgica  | Paul Voß · Alemania       |
| II   | 2024 | Asiago · ( Italia)        | Martin Stošek · República Checa | Toby Perry Reino Unido | Jenno Berckmoes · Bélgica |

### Femenino
| Núm. | Año  | Sede                      | Oro                          | Plata                        | Bronce                       |
| ---- | ---- | ------------------------- | ---------------------------- | ---------------------------- | ---------------------------- |
| I    | 2023 | Oud-Heverlee · ( Bélgica) | Lorena Wiebes · Países Bajos | Fem van Empel · Países Bajos | Elena Cecchini · Italia      |
| II   | 2024 | Asiago · ( Italia)        | Sina Frei · Suiza            | Silvia Persico · Italia      | Alice Maria Arzuffi · Italia |

## Medallero histórico
- Actualizado a Asiago 2024.

| Núm. | País            | Oro | Plata | Bronce | Total |
| ---- | --------------- | --- | ----- | ------ | ----- |
| 1    | Bélgica         | 1   | 1     | 1      | 3     |
| 2    | Países Bajos    | 1   | 1     | 0      | 2     |
| 3    | República Checa | 1   | 0     | 0      | 1     |
| 3    | Suiza           | 1   | 0     | 0      | 1     |
| 5    | Italia          | 0   | 1     | 2      | 3     |
| 6    | Reino Unido     | 0   | 1     | 0      | 1     |
| 7    | Alemania        | 0   | 0     | 1      | 1     |
|      | TOTAL           | 4   | 4     | 4      | 12    |